# Navegación por tabulación
En computación, la navegación por tabulación es un método de navegación dentro de un documento o interfaz de usuario (como HTML) que consiste en navegar entre elementos que pueden obtener el foco (como hipervínculos y controles de formulario) usando la tecla tabulador de un teclado de computadora. Normalmente, al presionar Tab el foco va a pasar al siguiente elemento, mientras que al presionar Shift+Tab el foco va a pasar al elemento anterior. El orden del pase de foco puede ser determinado implícitamente (basado en el orden físico de los elementos) o explícitamente (basado en el índice de tabulador). En general, la tabulación es cíclica, no lineal.
La mayoría de las aplicaciones de escritorio y navegadores web son compatibles con este tipo de navegación. Pero en algunos navegadores web, como Ópera, y método alternativo conocido como navegación espacial es usado. Este método, en muchos casos, puede ahorrar muchas presiones de tecla. Además, Mozilla Application Suite y Mozilla Firefox soportan la navegación por cursor de texto, que provee una manera más natural de desplazarse, de forma similar a la que se haría con un mouse.